# Jozefova chata
Josefova chata (německy Joseph-Schutzhaus, Josefhütte), (maďarsky ószef - menház) je zaniklá chata na Štrbském Plese ve Vysokých Tatrách.

## Historie
Postavil ji v roce 1875 Uherský karpatský spolek. Majitel Štrbského Plesa Jozef Sentiváni postavil první budovu - loveckou chatu u plesa v roce 1873. Sloužila nejprve pro něj a jeho hosty. Zakrátko ji rozšířil pro potřeby turistické veřejnosti. Uherský karpatský spolek v té době rozvíjel iniciativy směřující k rozšíření turistického ruchu do všech dosavadních tatranských osad. Jozef Sentiváni byl zakládajícím členem Uherského karpatského spolku a nabídl jeho představitelem pozemek u plesa ke stavbě nové turistické ubytovny. Slavnostně byla otevřena 2. srpna 1875 a na počest štědrého dárce dostala jméno Josefova chata. Původně v ní byly dvě společné noclehárny, kuchyň, komora a místnost pro chataře. Po roce k ní přistavěli čtyři pokoje, koupelnu a komoru. Turisté měli k dispozici 40 lůžek. V roce 1877 ji vedl stálý hospodář. Poskytovala, kromě noclehů a stravy i obyčejné teplé koupele za 50 krejcarů, kosodřevinové za 60 krejcarů a sprchy za 20 krejcarů. Uherský karpatský spolek byl majitelem chatky jen rok. Finančně se vyrovnal s Josefem Szentiványim a vrátil chatku do jeho majetku. V roce 1879 se Štrbské Pleso stalo osadou. Josefova chata byla začleněna do lázeňského komplexu s názvem Turistický dům. V roce 1901 stálo v okolí plesa 15 budov s 72 pokoji a 140 lůžky.

## Galerie

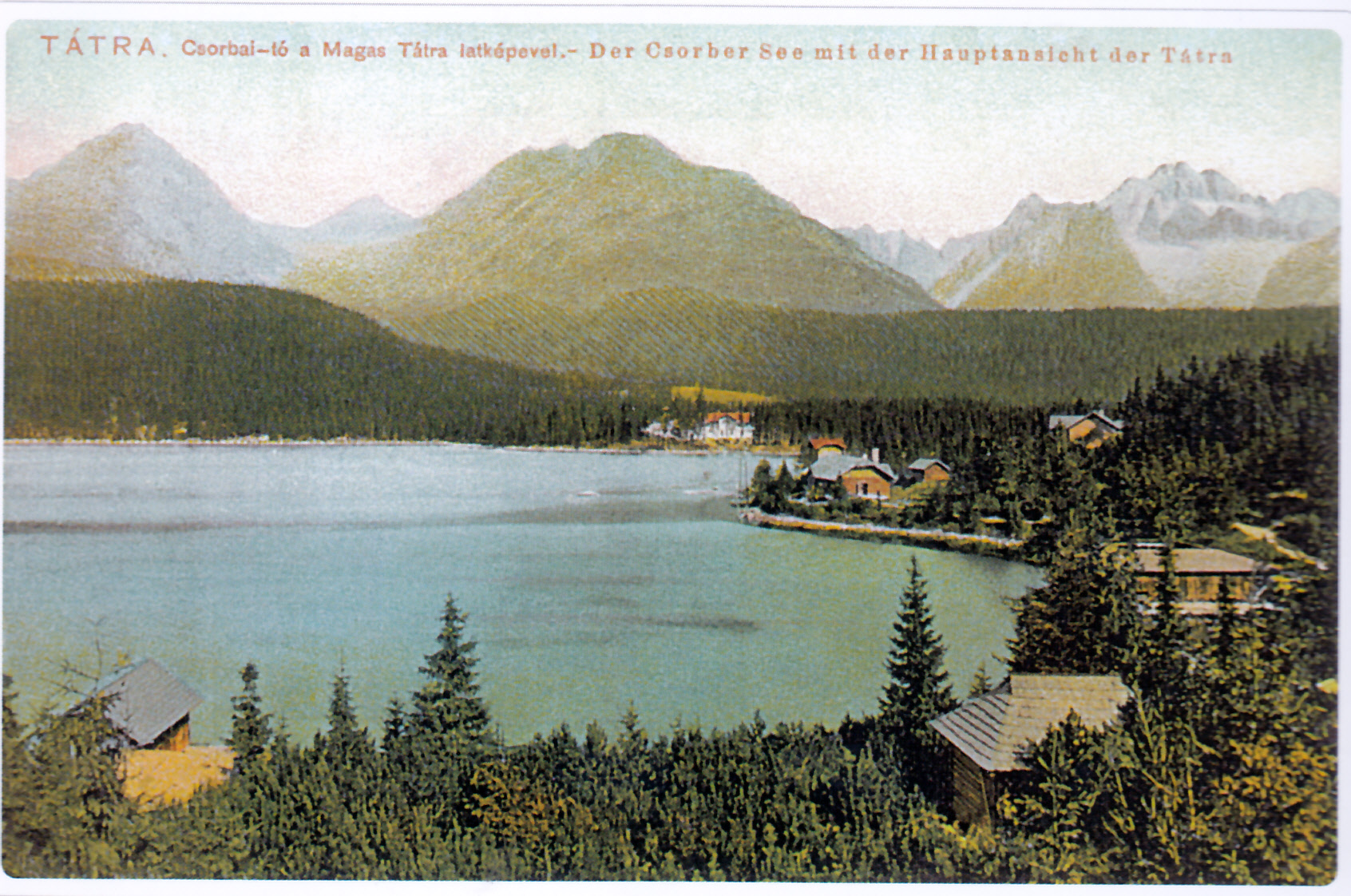
Jozefova chata je vpravo nahoře v lesním porostu. Lze vidět jen strechu.
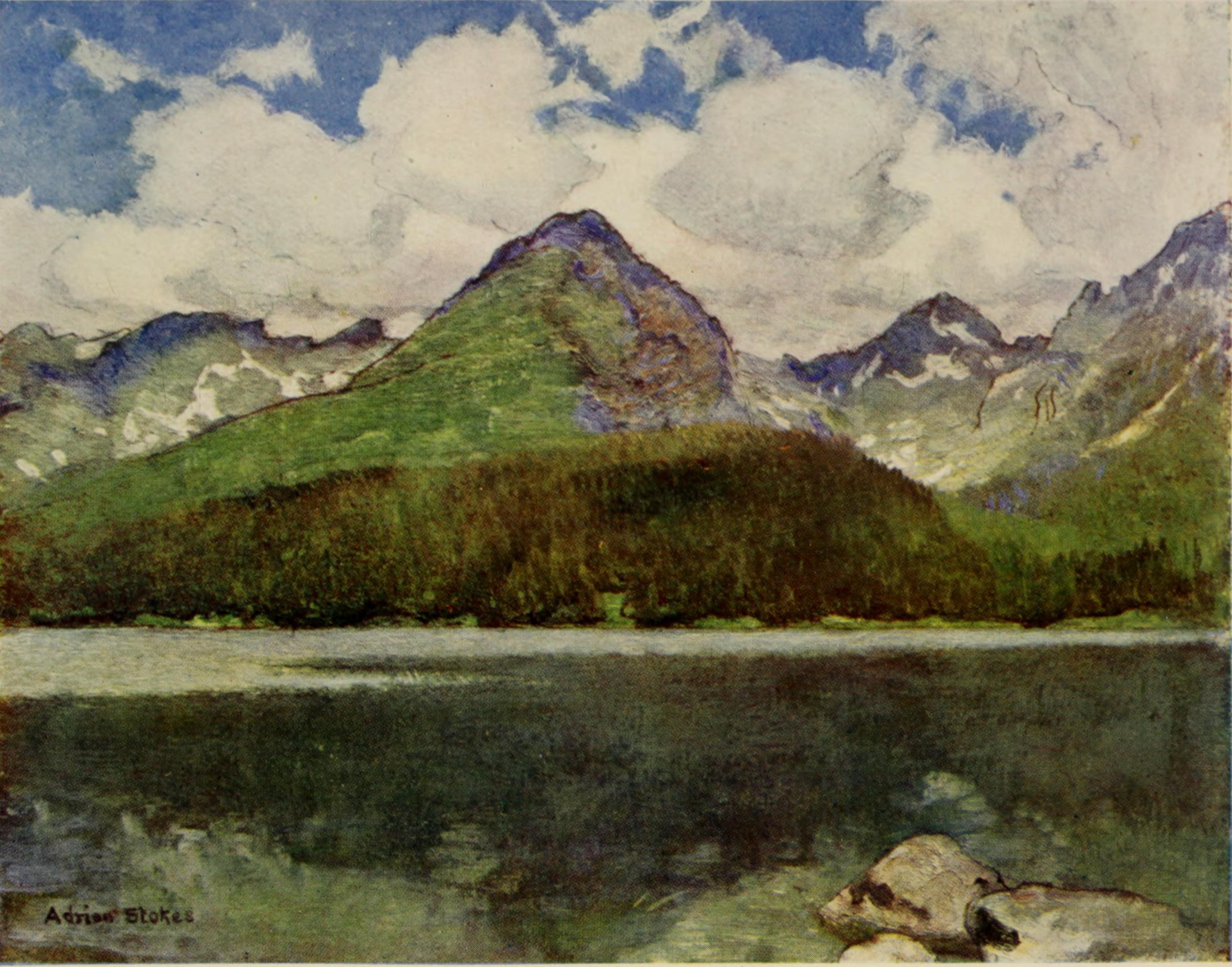
Štrbské pleso - malba.
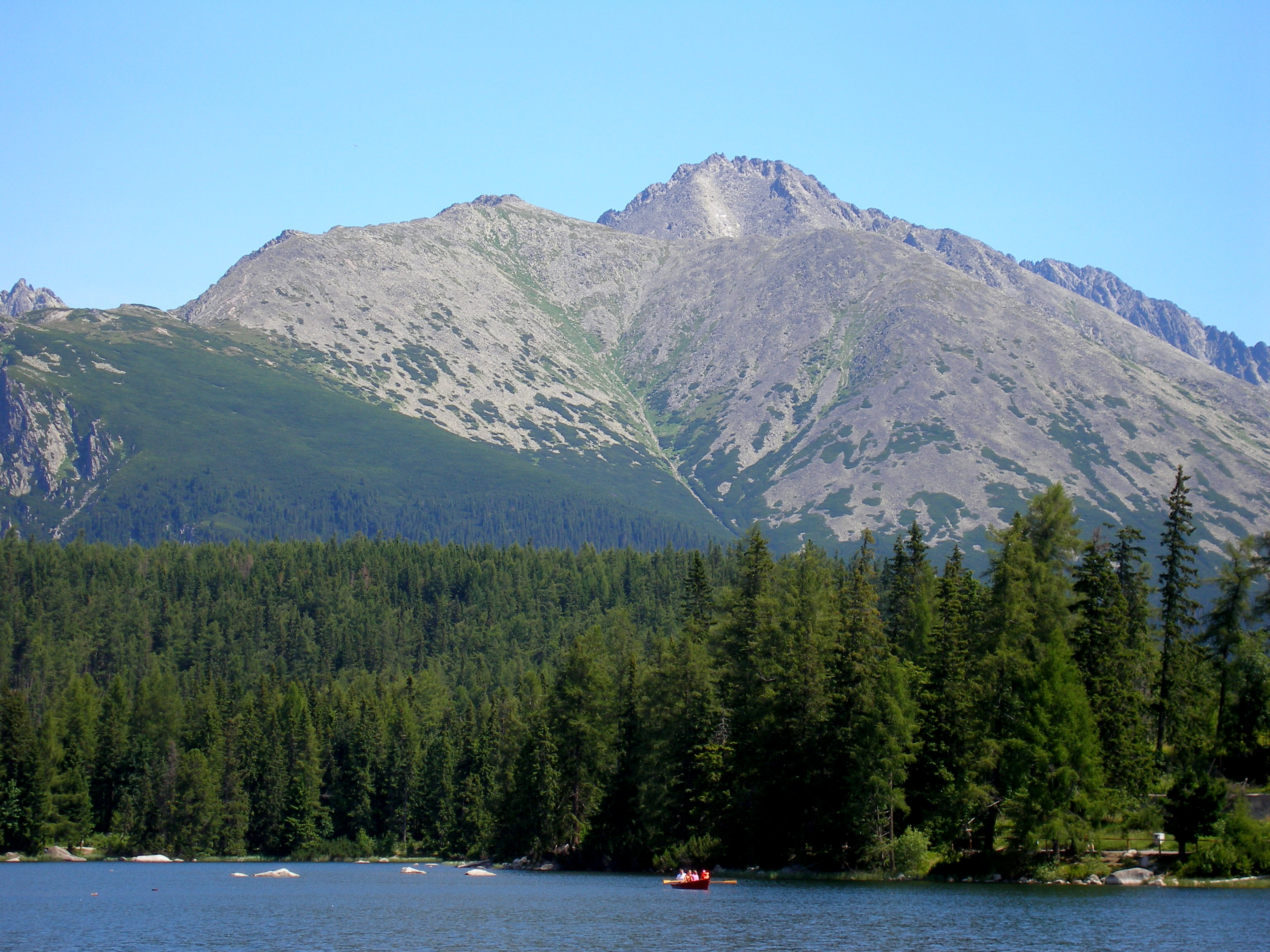
Lesní úbočí, kde stála Jozefova chata.
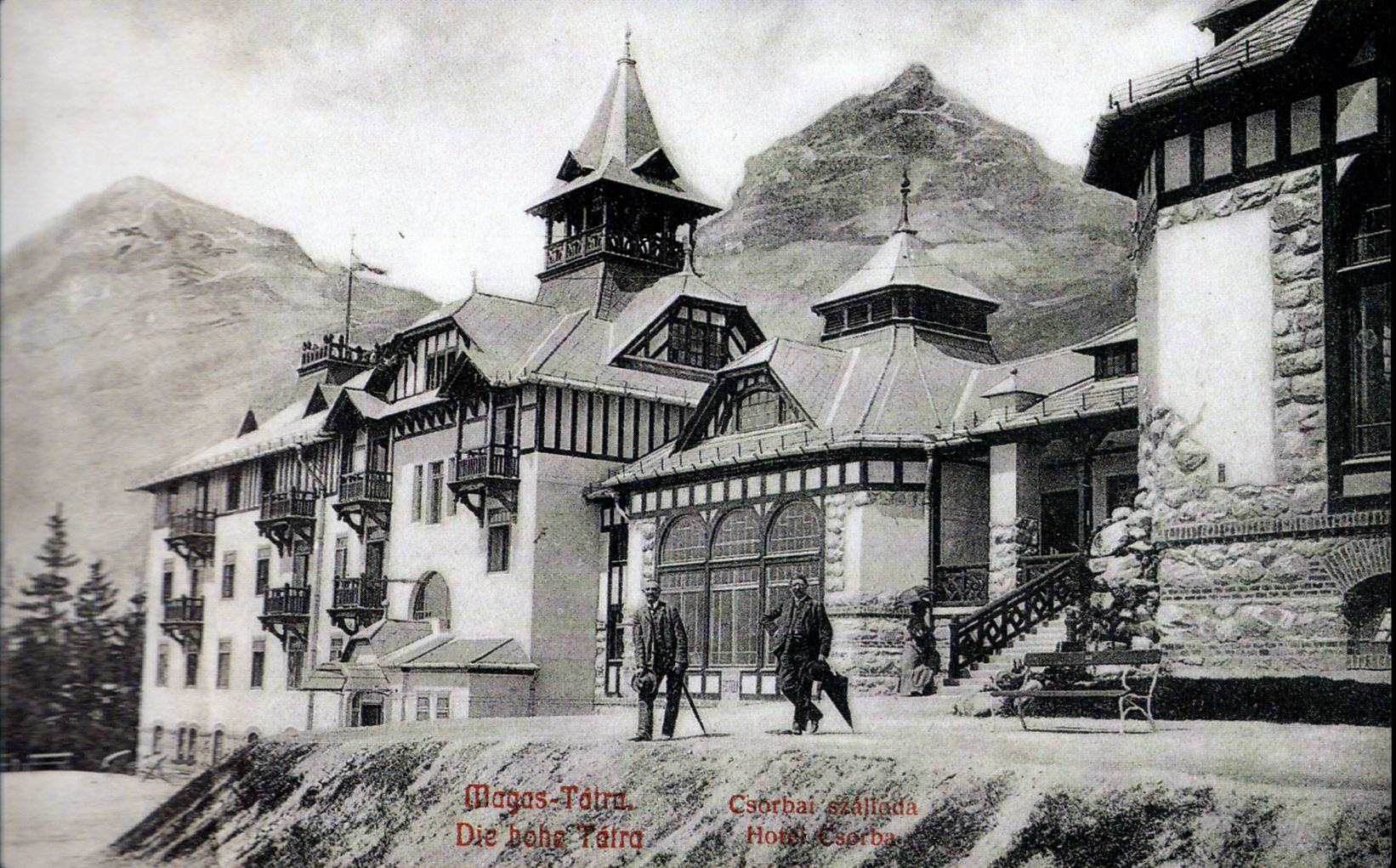
Grandhotel.